# 國際羅姆人日
國際羅姆人日（英語：International Romani Day）於每年4月8日舉行，是慶祝羅姆人文化和提高對羅姆人所面臨問題的認識的節日。

## 起源
1990年，國際羅姆人聯盟（IRU）在波蘭塞羅茨克召開第四屆世界羅姆人大會，為紀念1971年4月7日至12日在倫敦附近的切爾斯菲爾德舉行的羅姆人代表第一次大型國際會議，正式宣布將這一天定為國際羅姆人日。

## 國際反應
- 教宗若望保祿二世告誡他的追隨者要以同情和尊重的態度對待羅姆人。
- 2004年，美國國務院的J·亞當·埃雷利（英语：J. Adam Ereli）談到羅姆人持續面臨的人權侵犯問題，並要求歐洲各國政府鼓勵寬容。
- 2006年，歐洲委員會副秘書長莫德·德·波爾-布基奇（英语：Maud de Boer-Buquicchio）對日益嚴重的反基幹主義（英语：Anti-Romani sentiment）表示關切，並鼓勵歐洲的羅姆人採取行動，改善因長期和普遍歧視而造成的惡劣生活條件[3]。
- 2009年，美國國務卿希拉蕊·柯林頓表示，美國致力於保護和促進全歐洲羅姆人的人權[4]。
- 2021年，联合国少數群體問題特別報告員德瓦雷納發表聲明指出，當前存在針對羅姆人不成比例的仇恨言論顯示，迫切需要加強措施，来遏制那些違反國際人權義務並可能導致辛提人、羅姆人和其他少數民族受到暴力侵害的行為。[5]

## 外部連結
- International Roma Day （页面存档备份，存于） 8 April 2013, as profiled by Deutsche Welle